# Bueng Boraphet

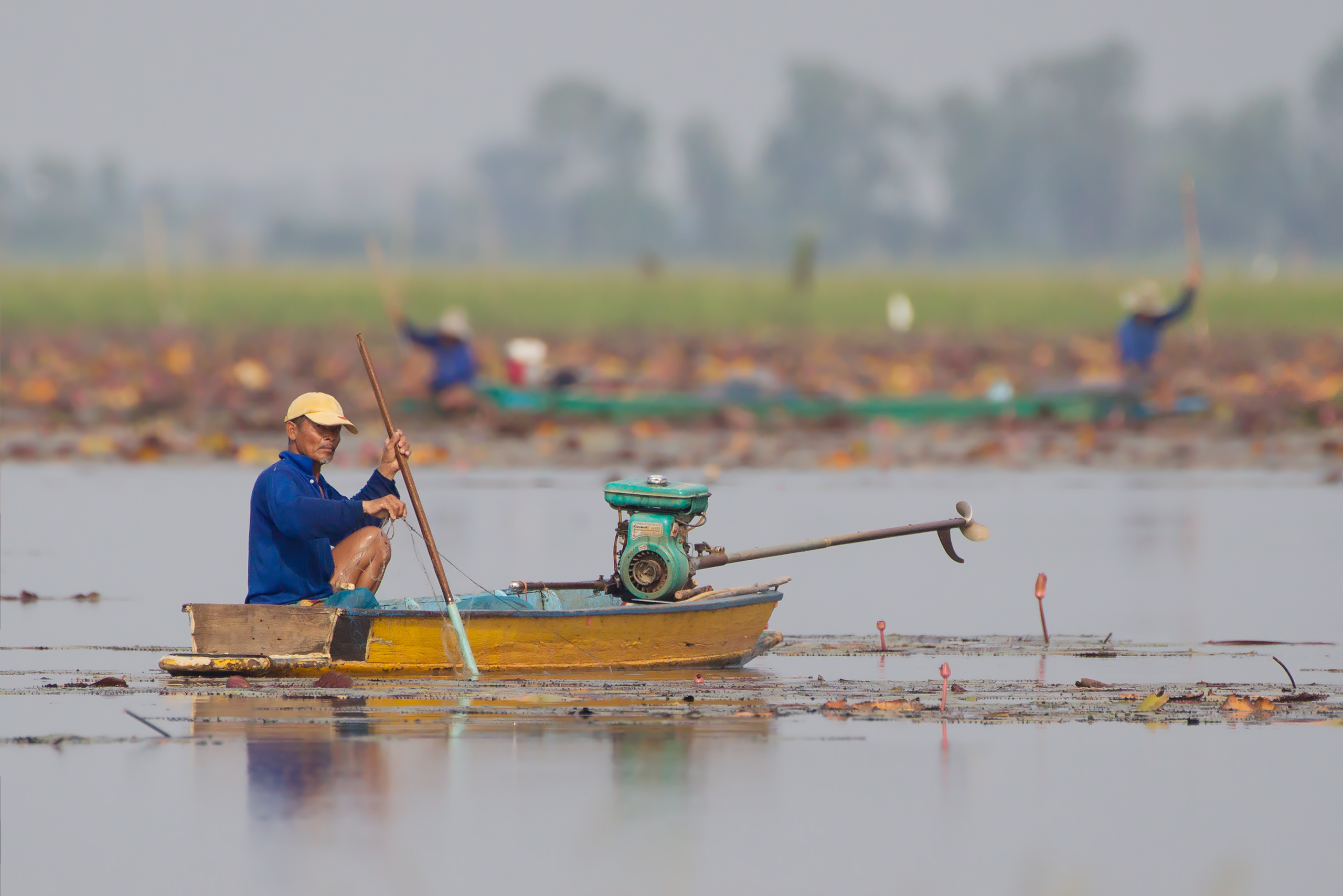
Fischer auf dem Bueng Boraphet

Bueng Boraphet (Thai บึงบอระเพ็ด, Boraphet-Sumpf) ist ein Sumpf- und Seegebiet östlich der Stadt Nakhon Sawan, Provinz Nakhon Sawan und südlich des Mae Nam Nan (Nan-Fluss) nahe der Einmündung des Mae Nam Ping (Ping-Fluss).
Bueng Boraphet bildet das größte Süßwasser-Reservoir im südlichen Nordthailand und erstreckt sich über 224 km². Ursprünglich war die Gegend von einem einzigen Sumpf bedeckt, der aber 1930 geflutet wurde, um die Bedingungen für den Fischfang zu verbessern.
Ein Teil des Gebiets ist ein Vogelschutzgebiet, demzufolge ist hier eine große Artenvielfalt beheimatet. Am Bueng Boraphet befindet sich der einzige Ort, an der die Weißaugen-Trugschwalbe (Pseudochelidon sirintarae, benannt nach Prinzessin Maha Chakri Sirindhorn) gesichtet worden ist, die jedoch nach 1980 nicht mehr aufgetaucht und wahrscheinlich ausgestorben ist. 1975 wurde ein 106 km² großes Gebiet als Schutzgebiet ausgewiesen. Am 1. August wurde der Bueng Boraphet zu einem der international wichtigen Feuchtgebiete in Thailand erklärt.

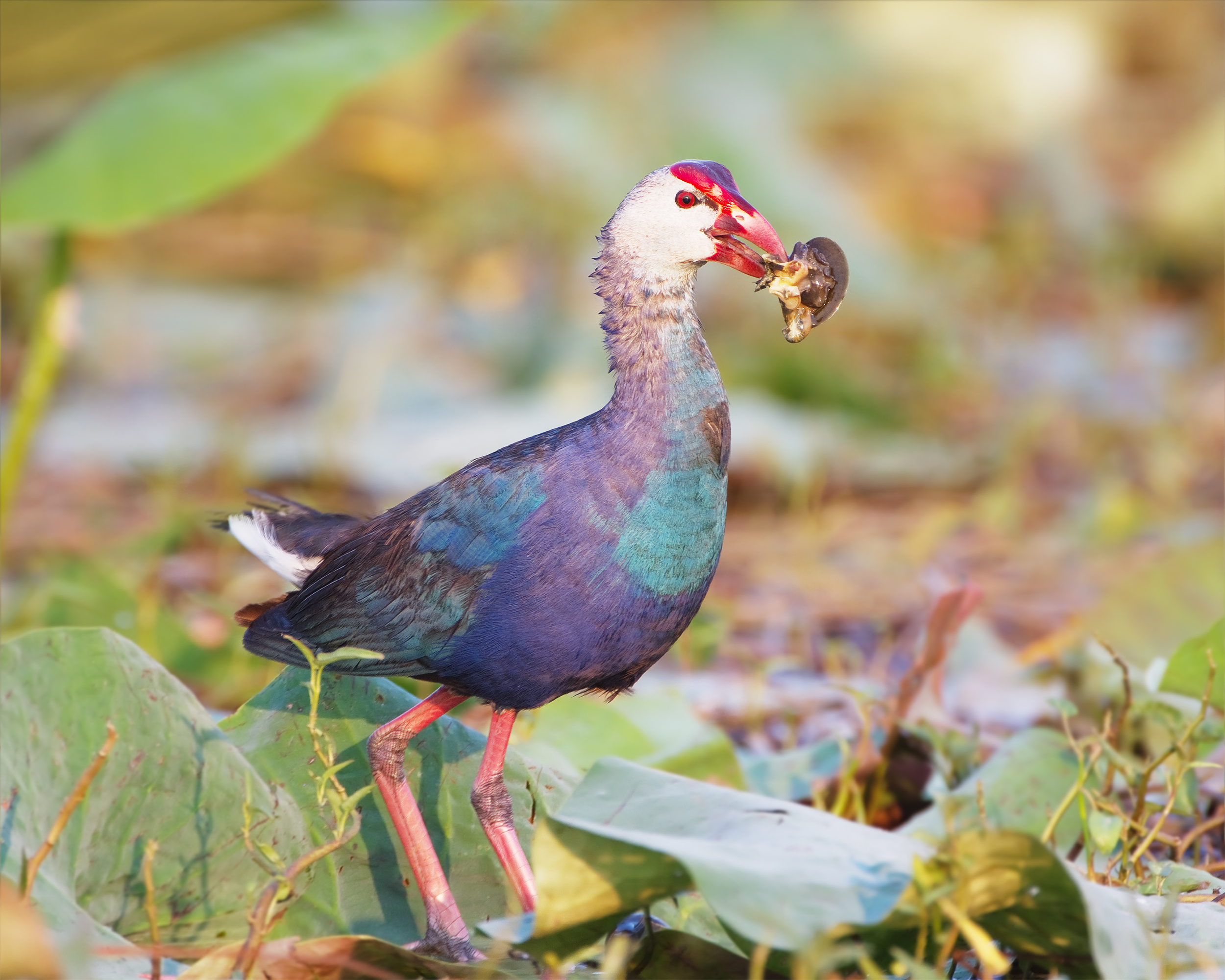
Purpurhuhn
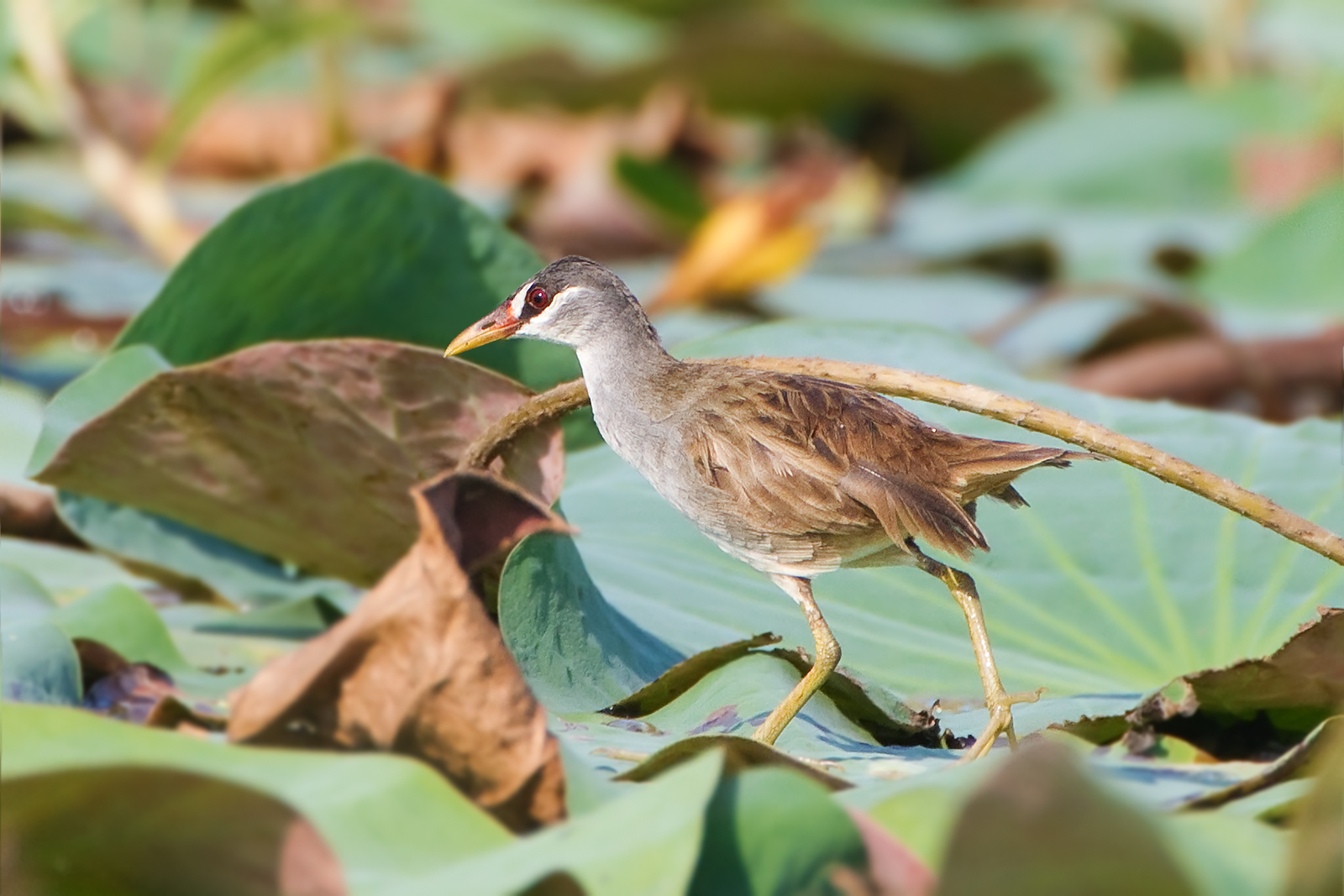
Weißbrauenralle
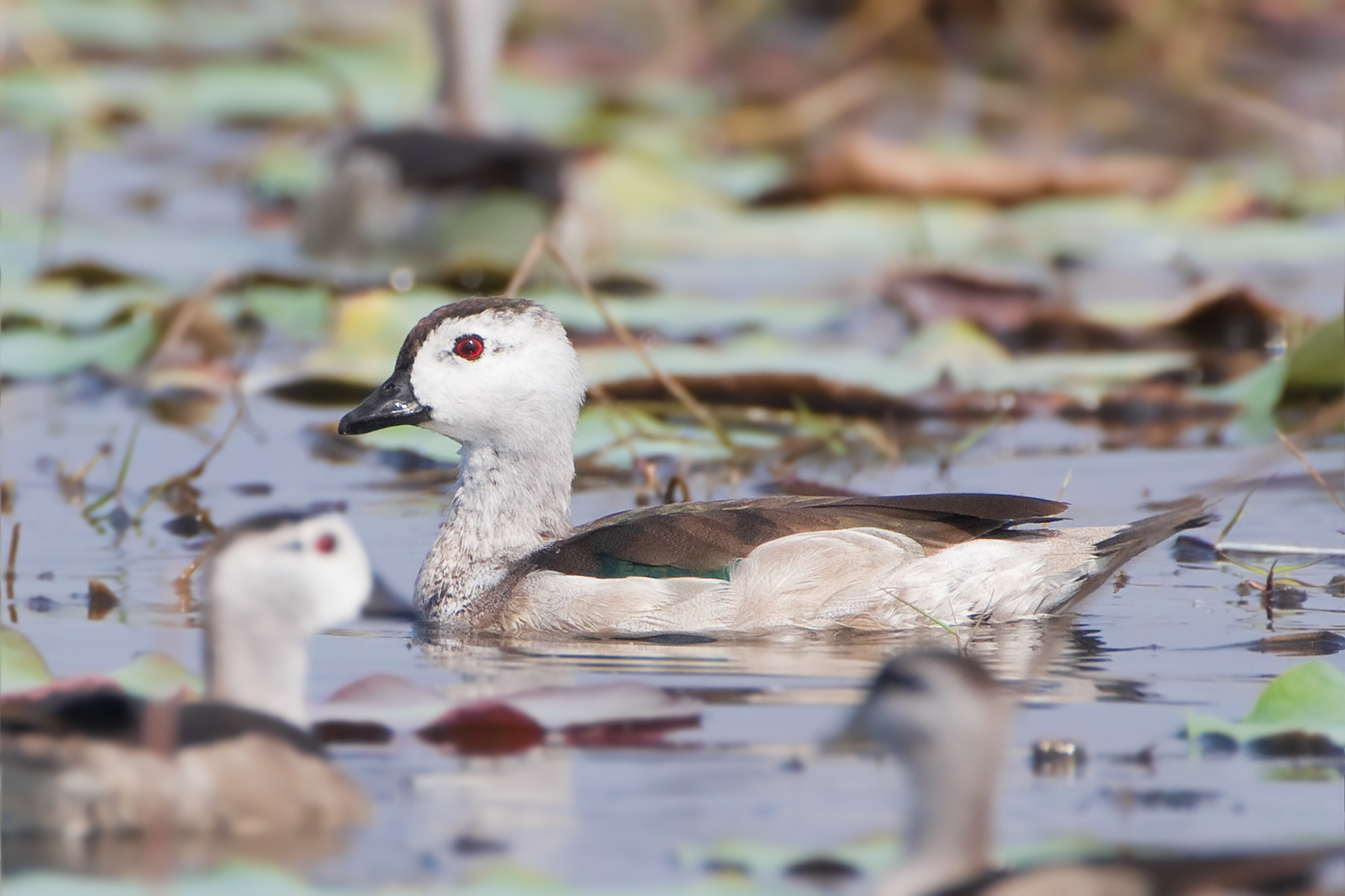
Koromandelzwergente
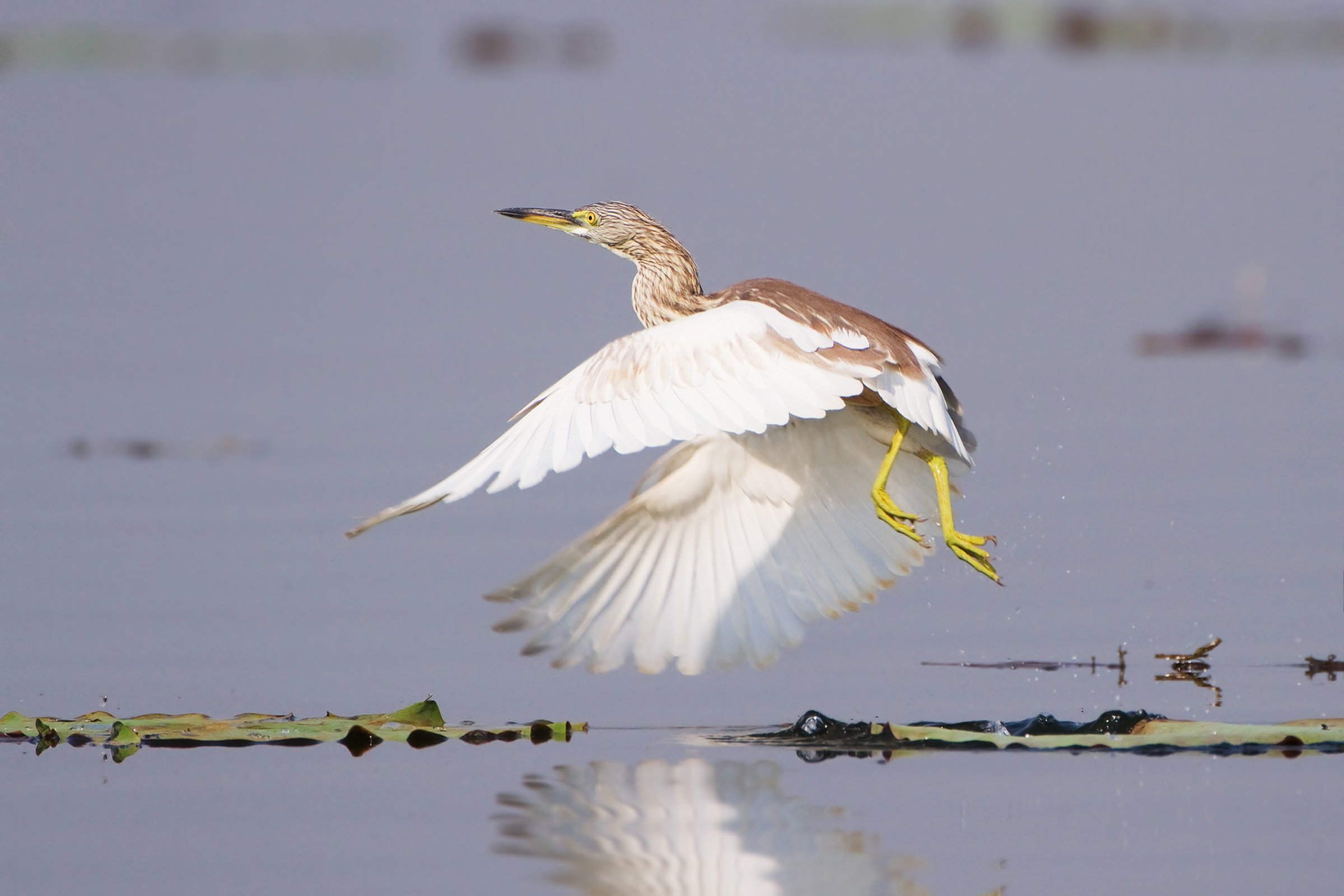
Bacchusreiher
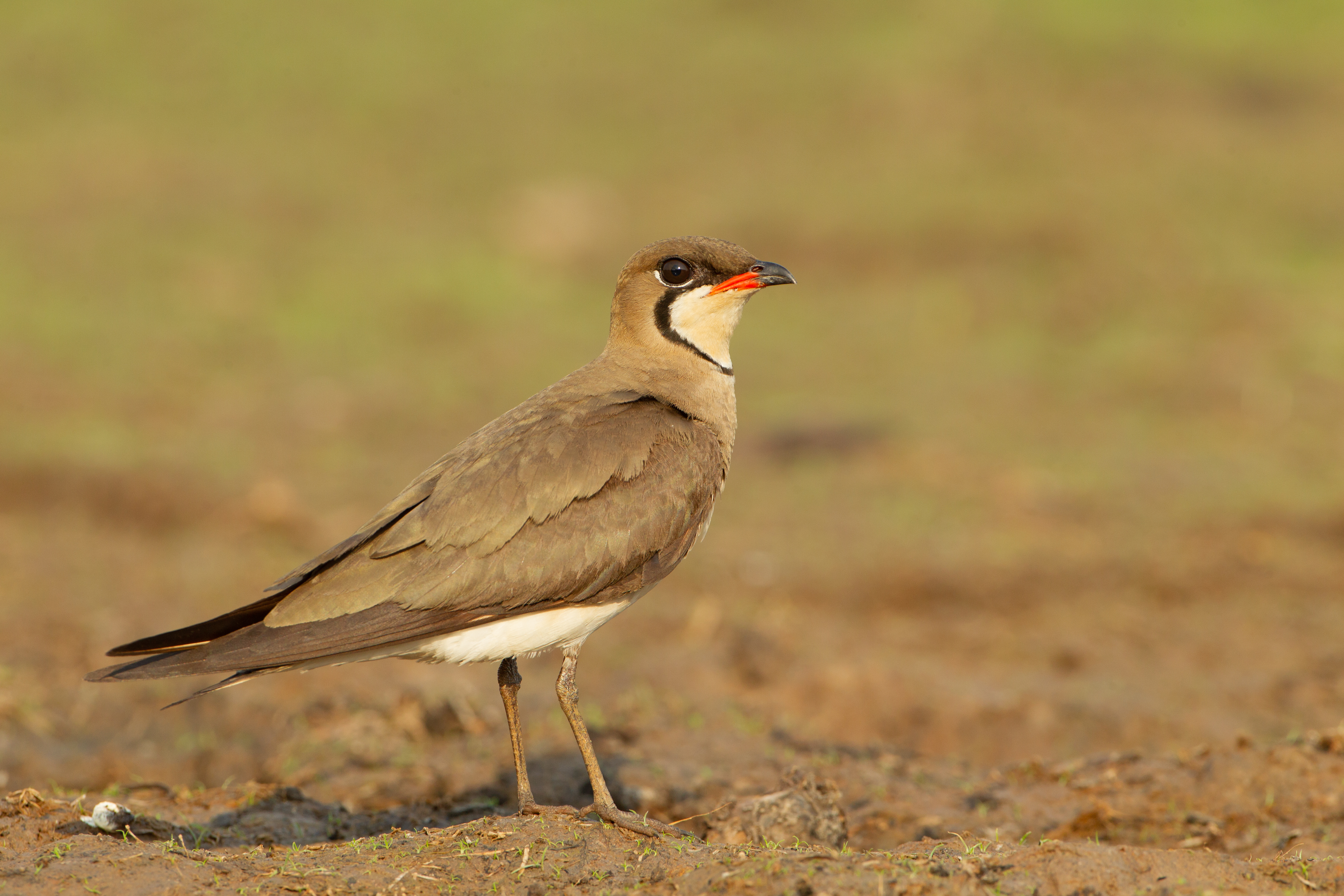
Orientbrachschwalbe
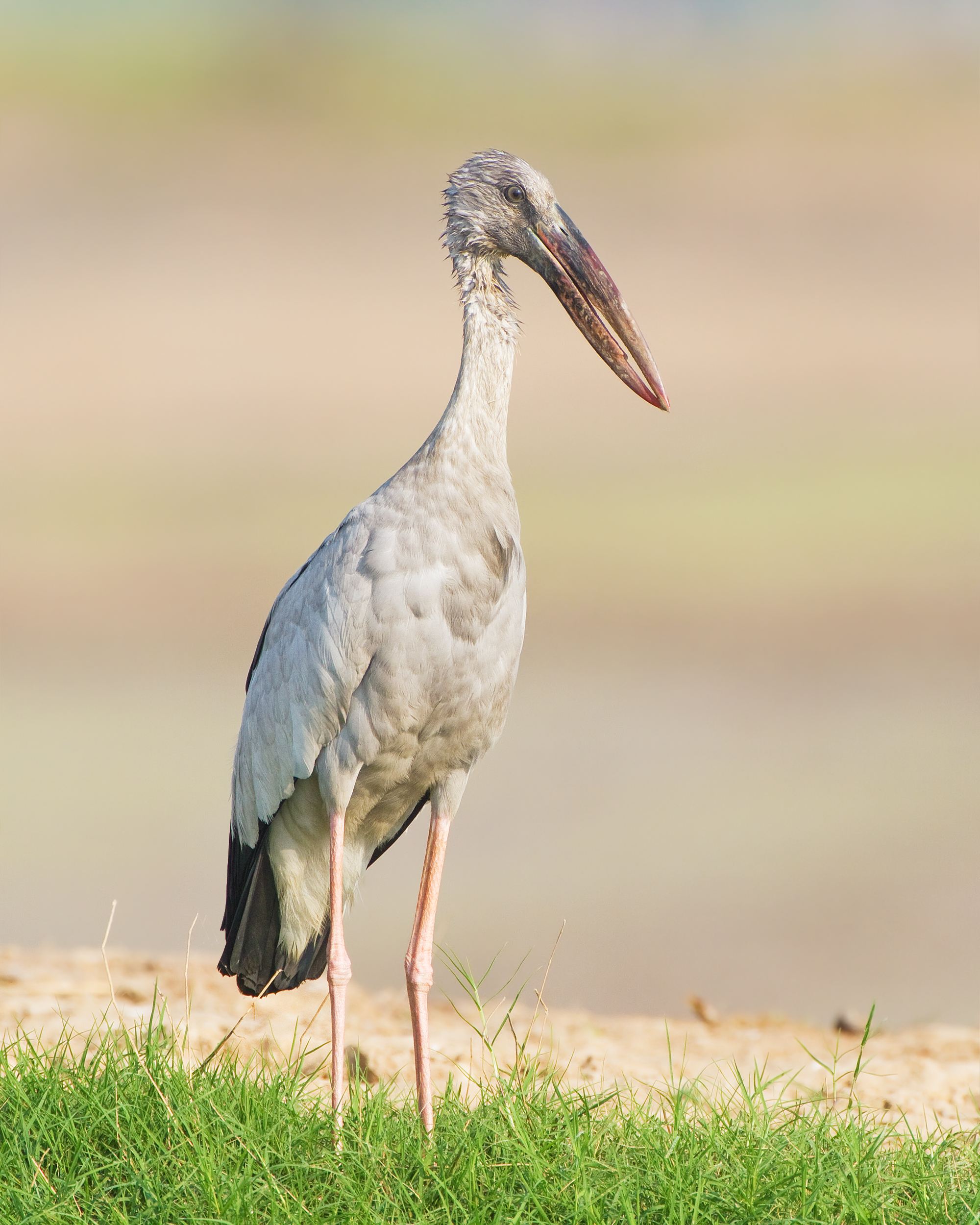
Silberklaffschnabel
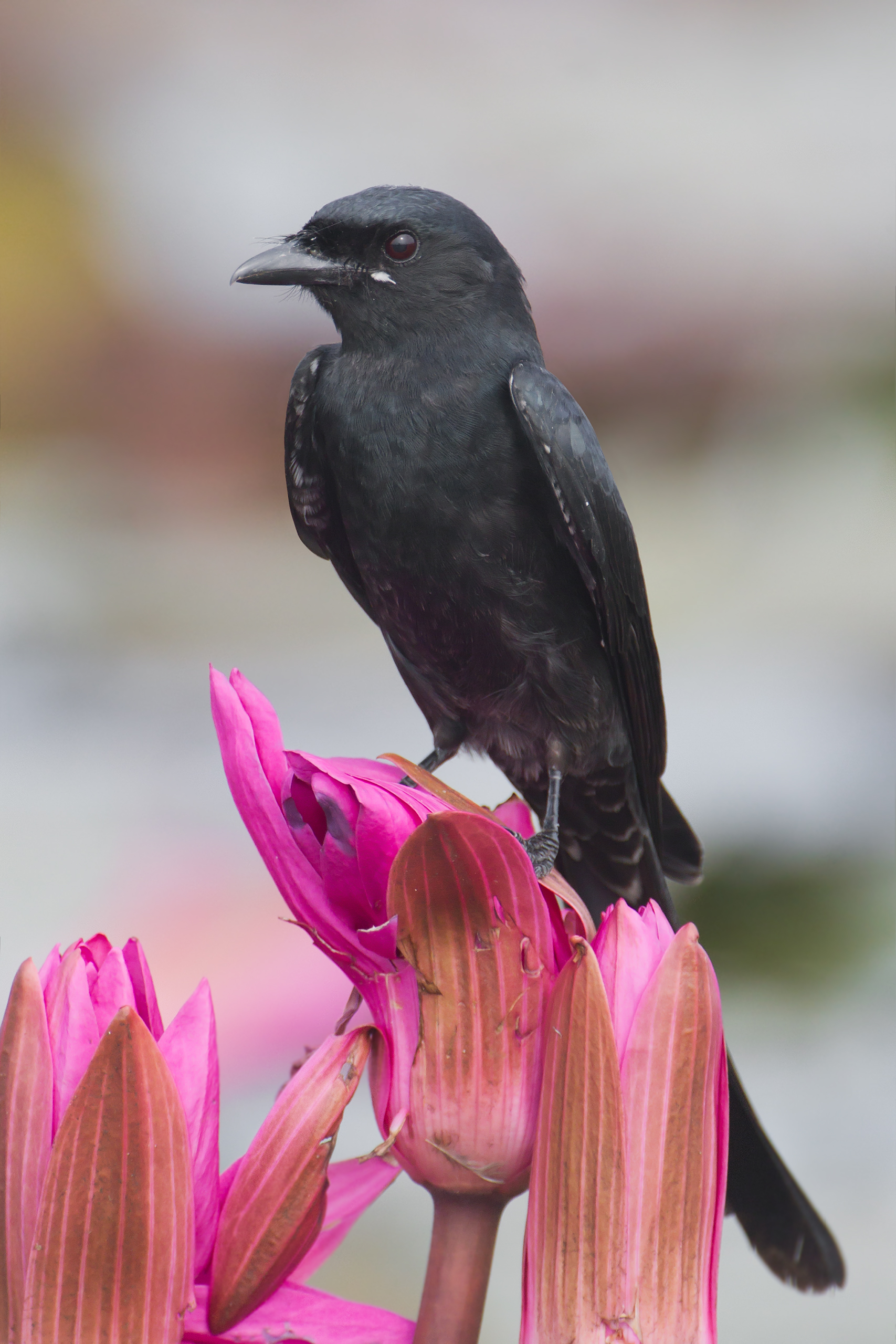
Königsdrongo
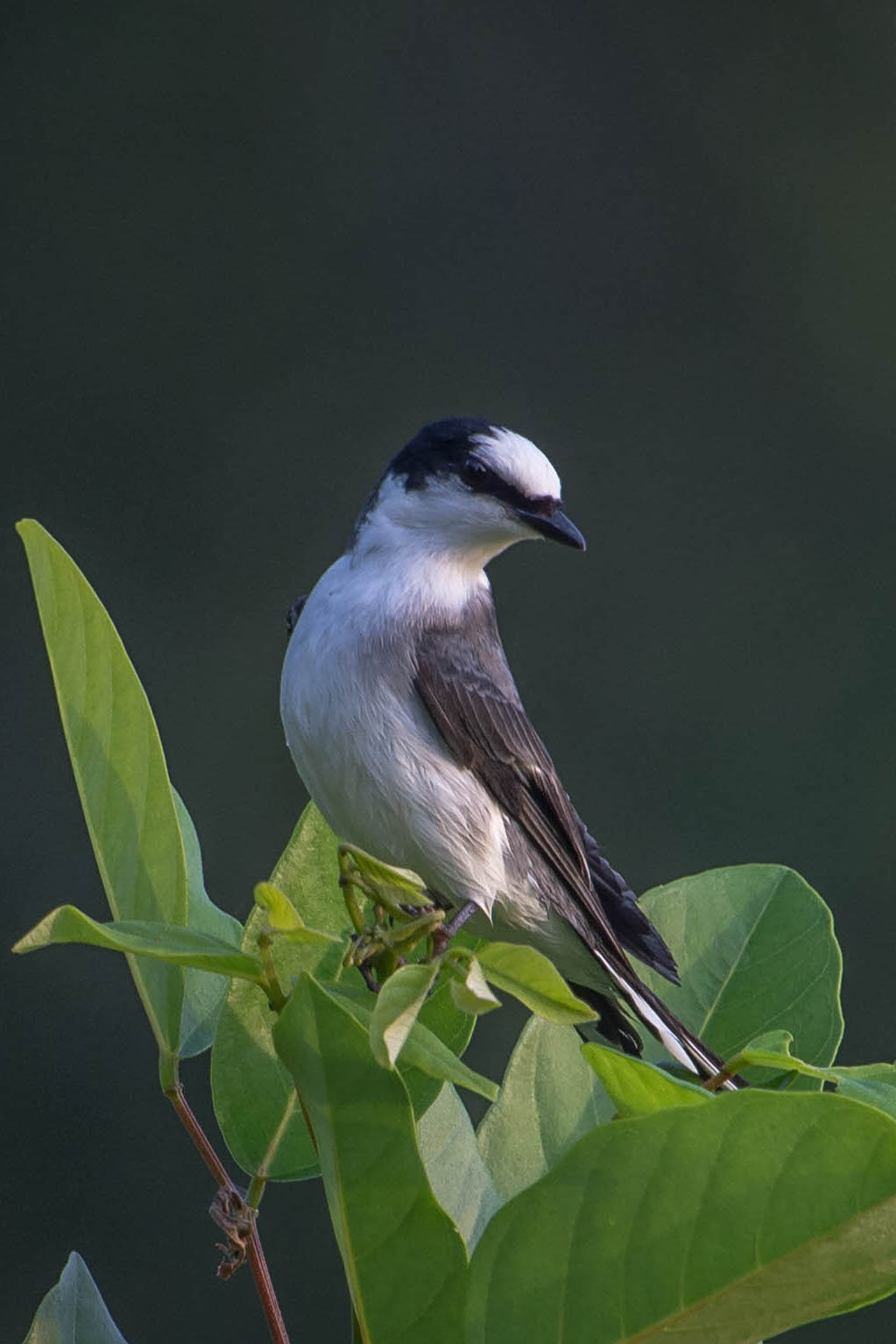
Graumennigvogel